# William Henry Tibbs
William Henry Tibbs (* 10. Juni 1816 in Appomattox, Virginia; † 18. Oktober 1906 in Dalton, Georgia) war ein US-amerikanischer Hotelier und Politiker.

## Werdegang
William Henry Tibbs wurde ungefähr eineinhalb Jahre nach dem Ende des Britisch-Amerikanischen Krieges im Appomattox County geboren. Über seine Jugendjahre ist nichts bekannt. Irgendwann zog er nach Tennessee. Dort heiratete er 1838 Mary McSherry im Bledsoe County. Das Paar bekam zwei Kinder. Ungefähr vier Jahre nach seiner Hochzeit verstarb seine Ehefrau in Mississippi. Tibbs heiratete am 2. Februar 1843 seine zweite Ehefrau Celina Augusta Hardwick (1821–1888) in Cleveland (Bradley County). Das Paar bekam mindestens sechs gemeinsame Kinder: Lucretia Clay (* September 1844), John (* Februar 1847), Mary Belle (* 1849), William (* 1853), Horrace M. (1856–1865) und Augustus F. (1860–1882). Tibbs besaß und betrieb ein eignes florierendes Hotel, The National, an der Ecke von Crawford Street und Hamilton Street in Dalton (Georgia). Das Hotel wurde 1890 abgerissen, um Platz für den Bau des Hotels Dalton zu machen. Am Höhepunkt des Bürgerkrieges erwarb er das renommierte Chief Vann House in Spring Place, wo er neun Jahre lang lebte. Er war ein Direktor der Knoxville and Dalton Telegraph Company. 1857 kandidierte er erfolglos im 8. Wahlbezirk für den Senat von Tennessee. Er focht die verlorene Wahl an, doch sein Einspruch wurde abgelehnt. Nach der Sezession von Tennessee und dem Ausbruch des Bürgerkrieges saß er zwischen 1862 und 1864 als Delegierter für den East Tennessee District im ersten Konföderiertenkongress. Nach dem Ende des Krieges war Tibbs als Direktor der Dalton and Morgantown Railroad im nördlichen Georgia tätig. Er verstarb 1906 in Dalton und wurde dann dort auf dem West Hill Cemetery beigesetzt.

## Ehrungen
Die Tibbs Bridge, welche den Conasauga River im Murray County überspannt, wurde nach ihm zu Ehren benannt. Die erste Tibbs Bridge wurde wahrscheinlich in den 1880er Jahren erbaut. Diese wurde dann zwischen 1913 und 1918 durch eine Stahlbrücke ersetzt, welche wiederum um 1980 durch eine Betonkonstruktion ersetzt wurde.